# Église Saint-Quentin de Chermignac
L'église Saint-Quentin est une église catholique située à Chermignac, en France.

## Localisation
L'église est située dans le département français de la Charente-Maritime, dans la commune de Chermignac.

## Historique
L'édifice d'origine date du XIIe siècle, mais l'église porte des traces nombreuses de constructions ou de reconstructions partielles effectuées au XIIIe et au XVIe siècle. En 1610, un chanoine de Saintes fournit les fonds pour refaire la couverture. Ses armes figurent sur une clé de voûte.

## Description
Sur une forte souche carrée, dressée à gauche de la nef, s’élève une tour octogonale percée à son troisième étage d'une grande fenêtre sur chaque face et, à l'étage supérieur plus réduit, de petites ouvertures en forme de meurtrières, le tout coiffé d'une toiture en pignon aigu à huit fuseaux. L'angle nord de la souche est accompagné d'une tour d'escalier carrée vers le bas, cylindrique en haut et terminée par un pyramidon de pierre couvert d'écailles dentelées.
La façade occidentale, épaulée aux angles par deux puissants contreforts, est ornée d'un portail roman à quatre voussures en plein-cintre. Les claveaux sont nus.
La nef à trois travées est voûtée en ogive à huit branches. Les arcs viennent s'appuyer sur quatre demi-colonnes sans chapiteaux. Le mur sud est percé de trois fenêtres romanes dépourvues d'ornements, le mur nord de deux plus petites.
Un léger étranglement de la nef est souligné par deux pilastres carrés auxquels sont adossées des colonnes engagées qui supportent un arc en tiers-point. Les angles rentrants des pilastres sont garnis de colonnes plus petites terminées par des chapiteaux à crochets.
La troisième travée de la nef est percée à gauche d'une ouverture en plein-cintre donnant accès sous le clocher à un porche communiquant avec l'extérieur par une petite porte carrée. Une vaste ossuaire carré et voûté existe sous ce porche.
Le chœur et l'abside sont voûtés en ogive. Le mur gauche du chœur est percé d'une grande baie en tiers-point ouvrant sur une chapelle seigneuriale, voutée elle-même en ogive. L'abside est éclairée par trois fenêtres en plein-cintre dont les arcs sont simplement ornés d'un tore.
À quelques mètres du mur nord se trouve une croix hosannière du XVe siècle.

## Galerie de photos

Les vitraux
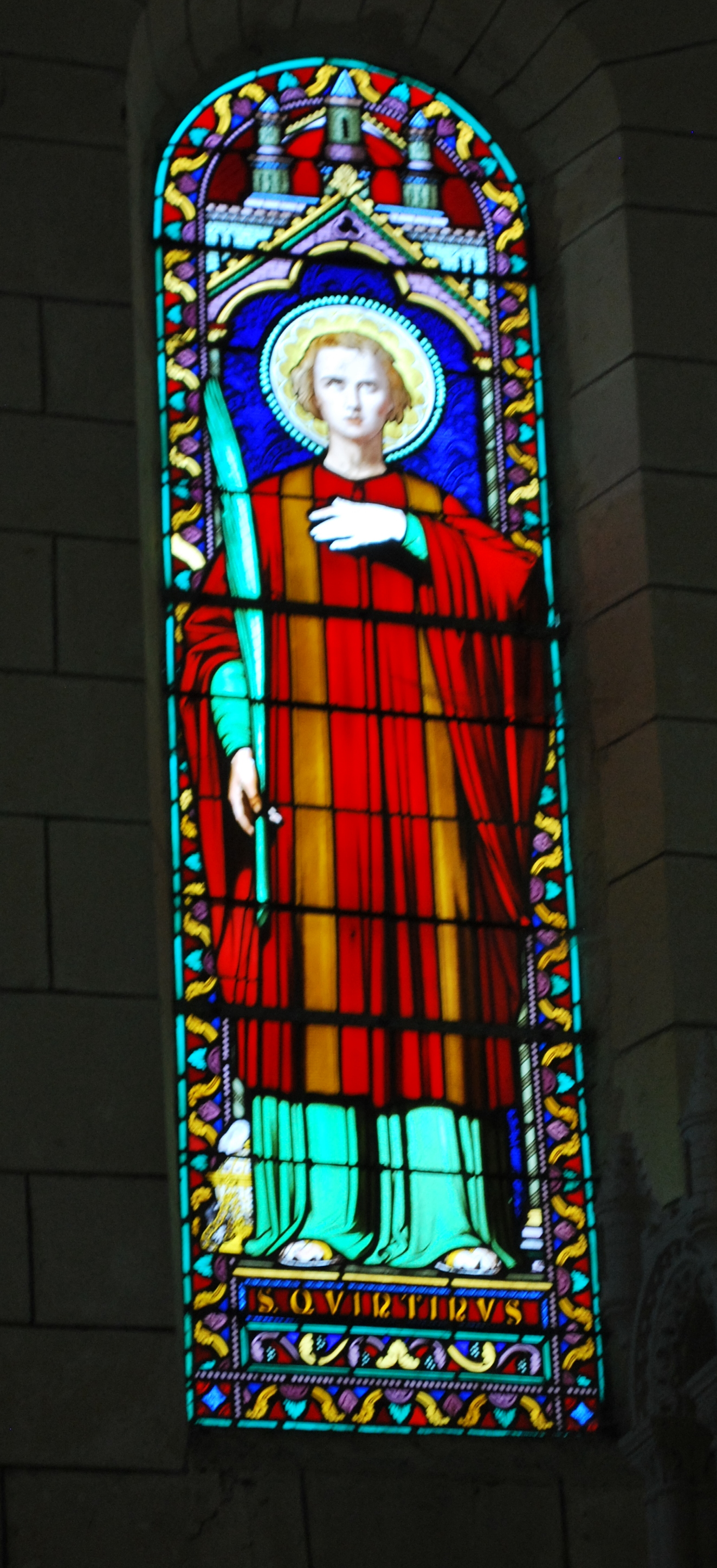
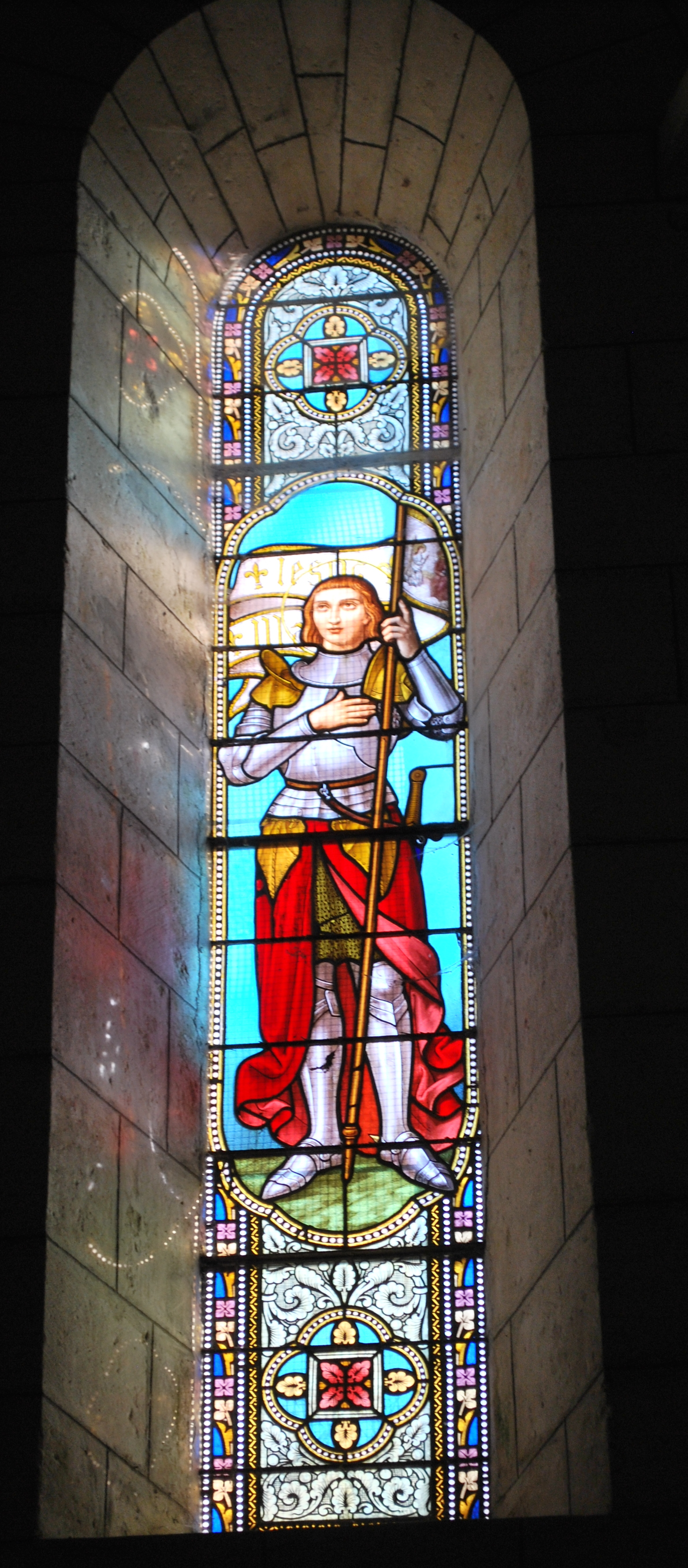
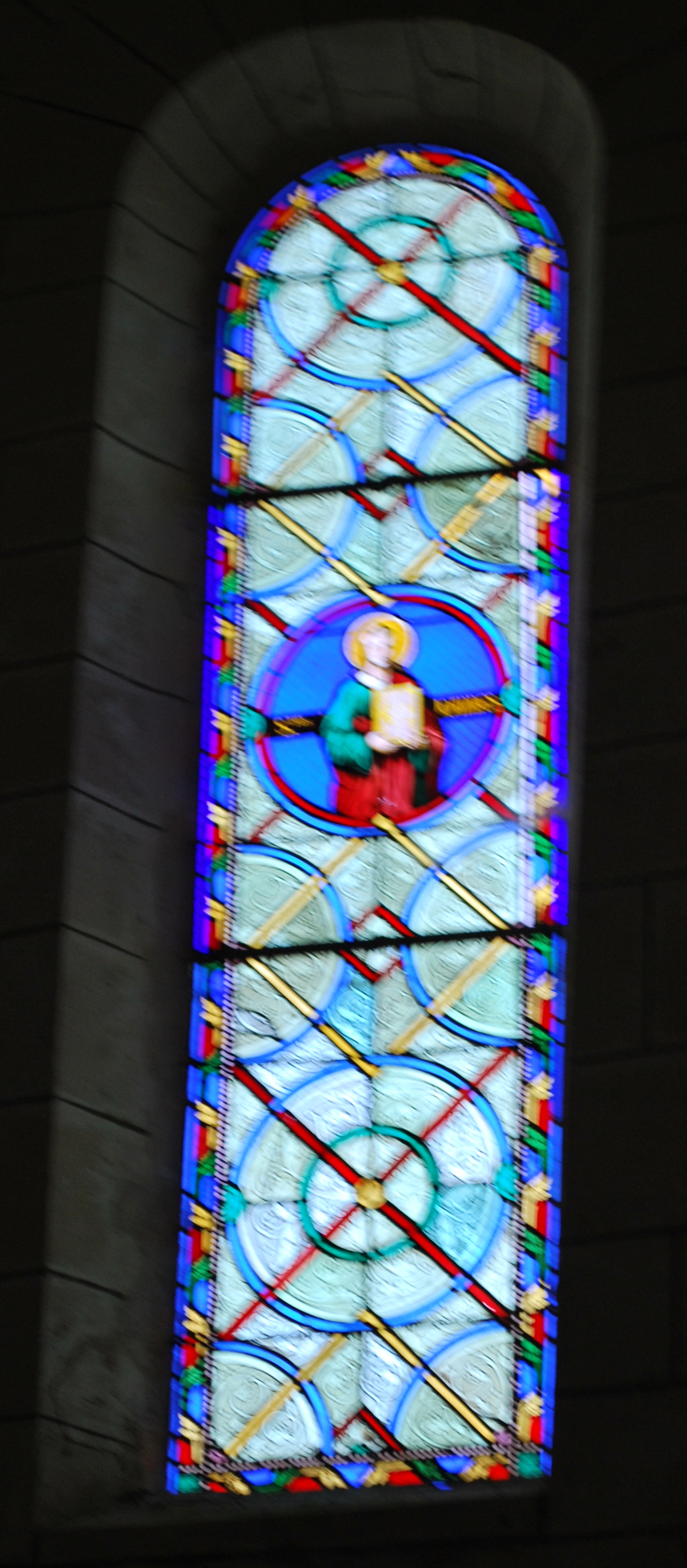
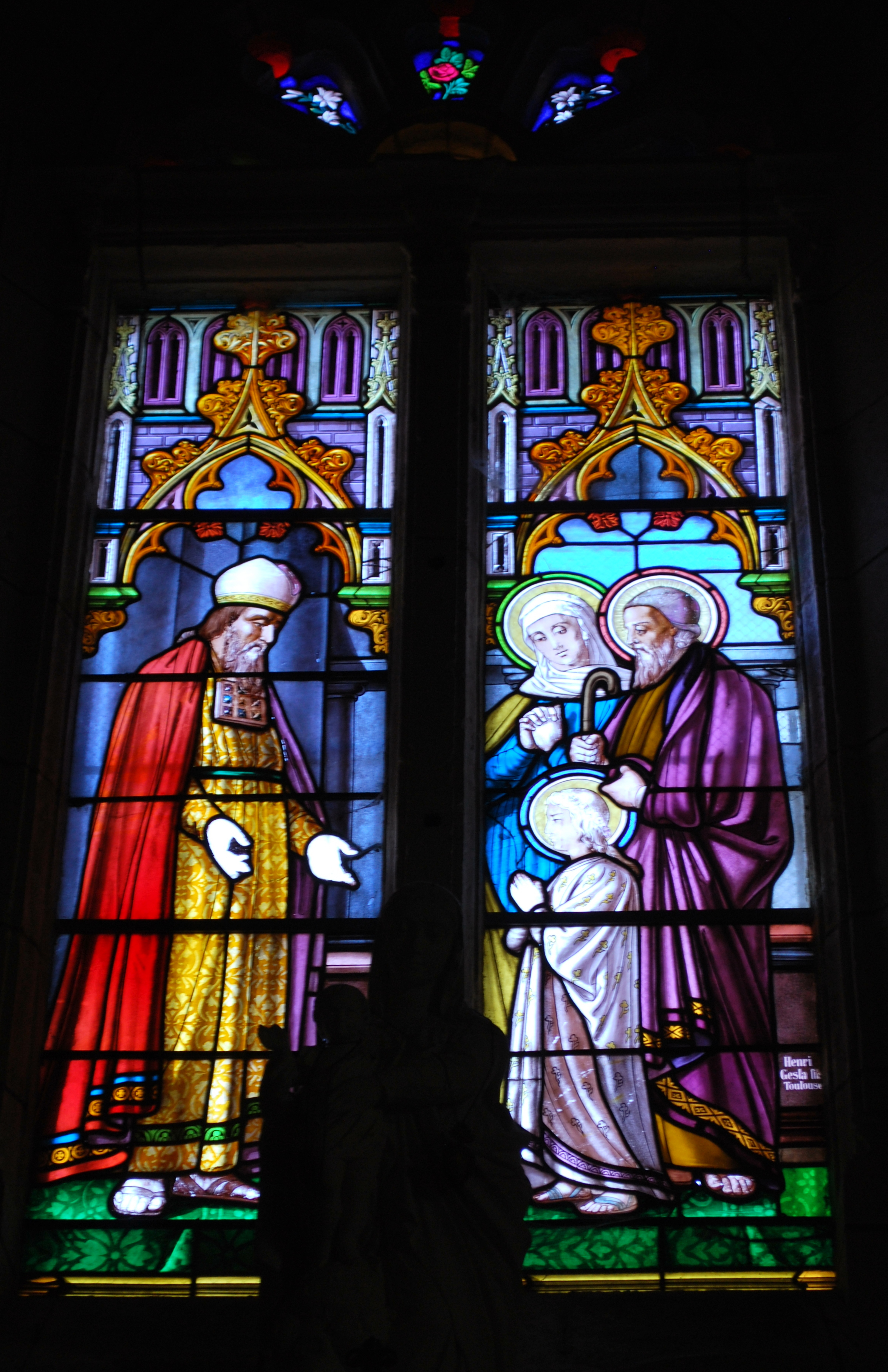

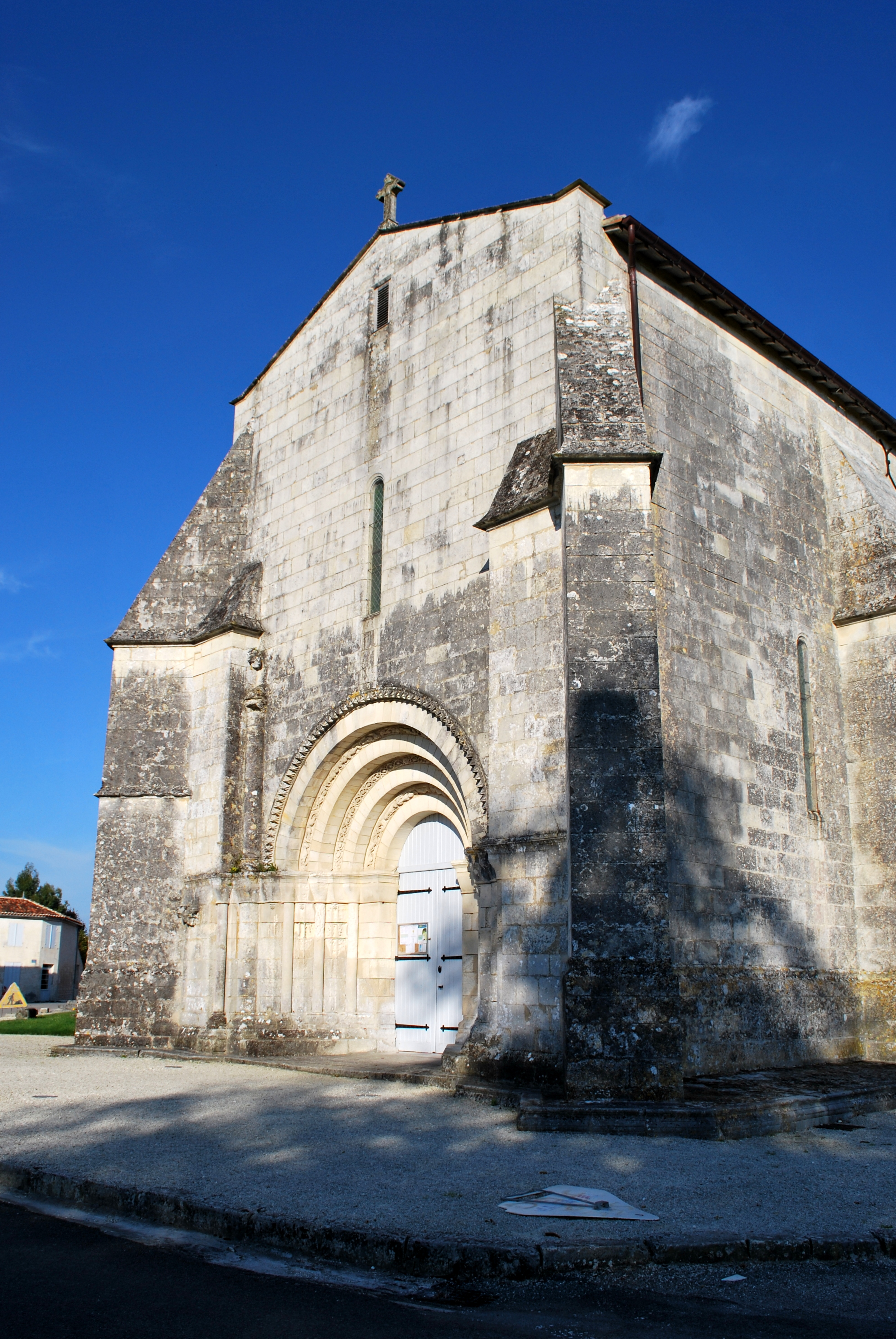
Façade ouest.
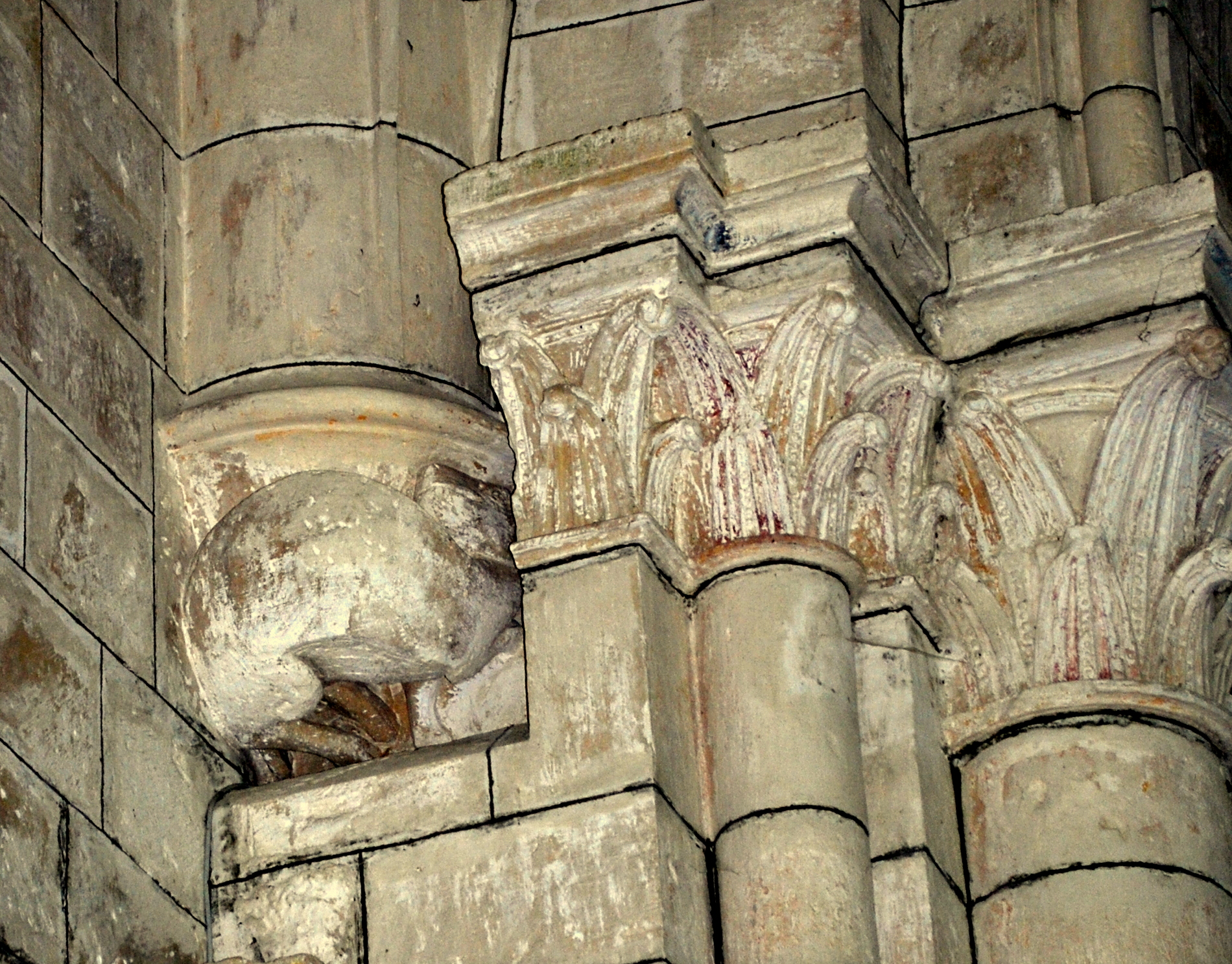
Chapiteaux nord de l'arc triomphal.
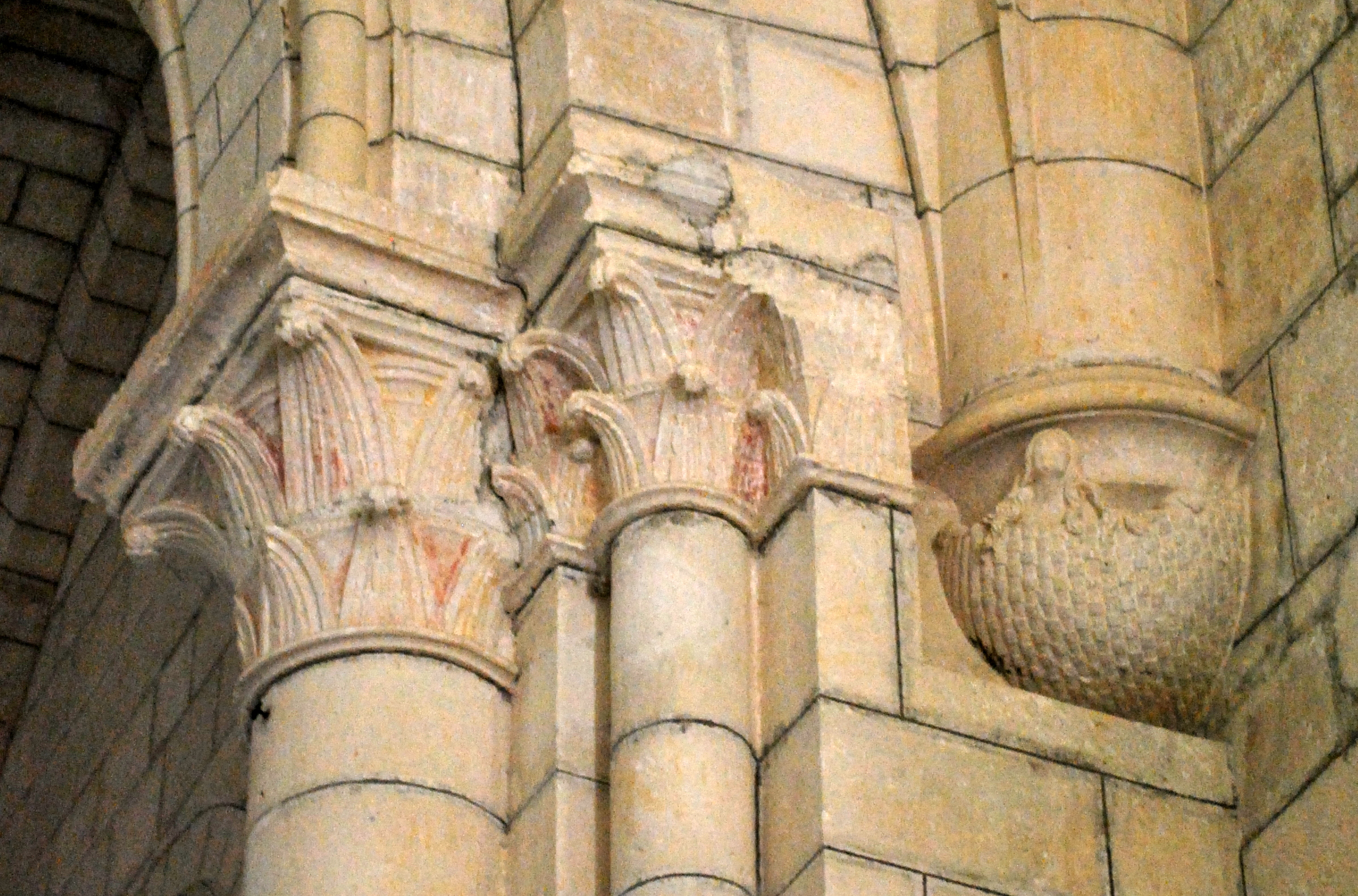
Chapiteaux sud de l'arc triomphal.
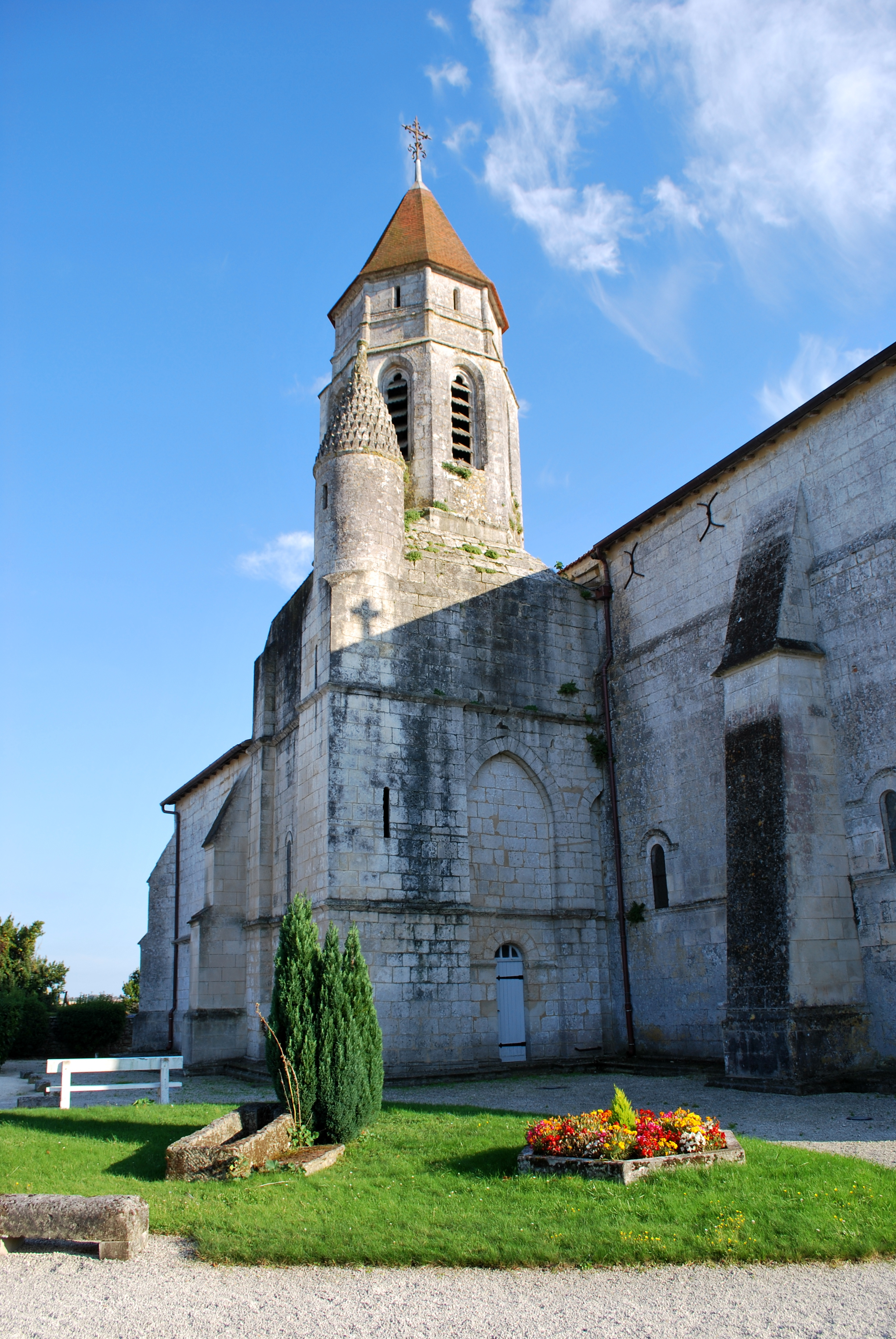
Le clocher.
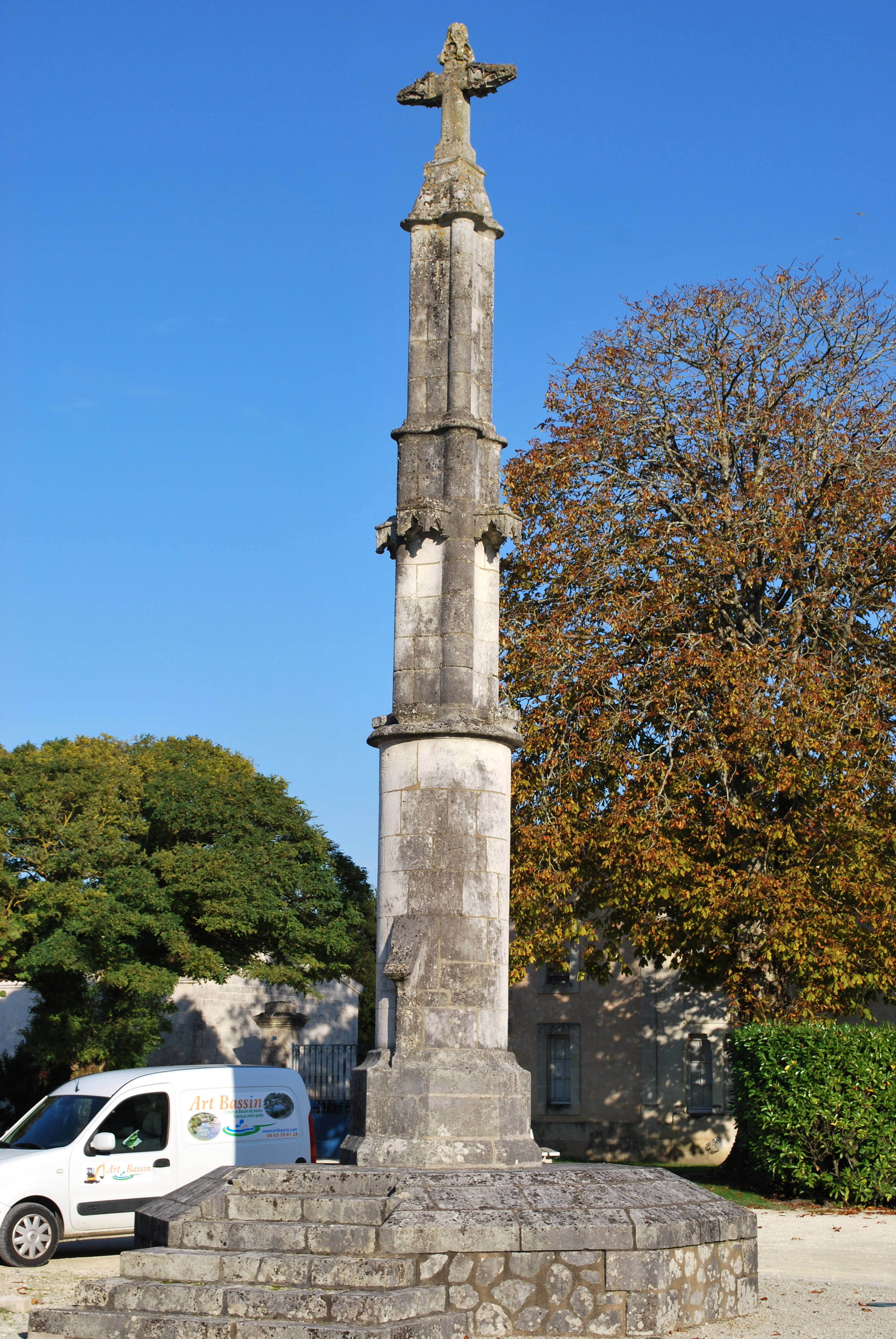
Croix hosannière

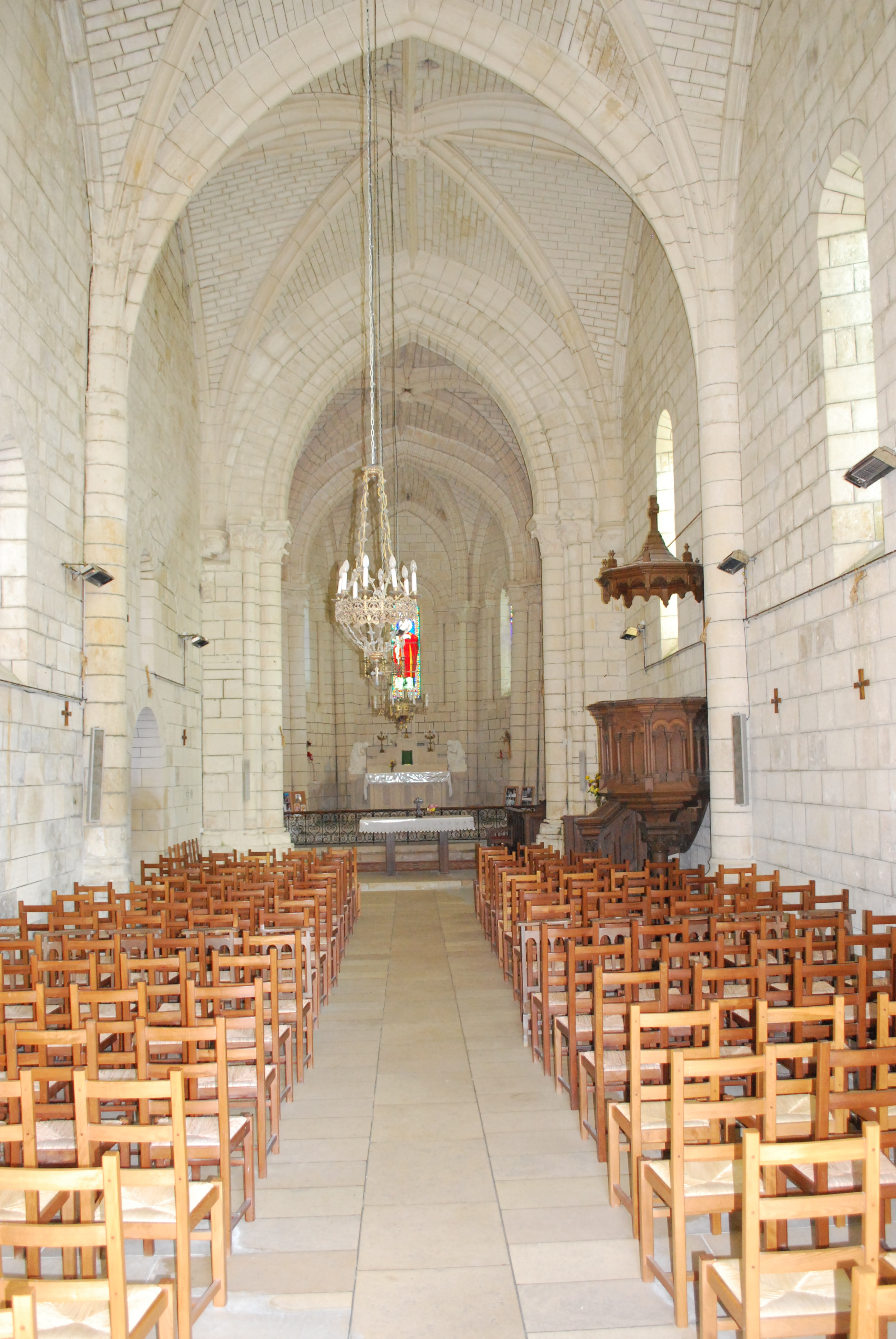
La nef.
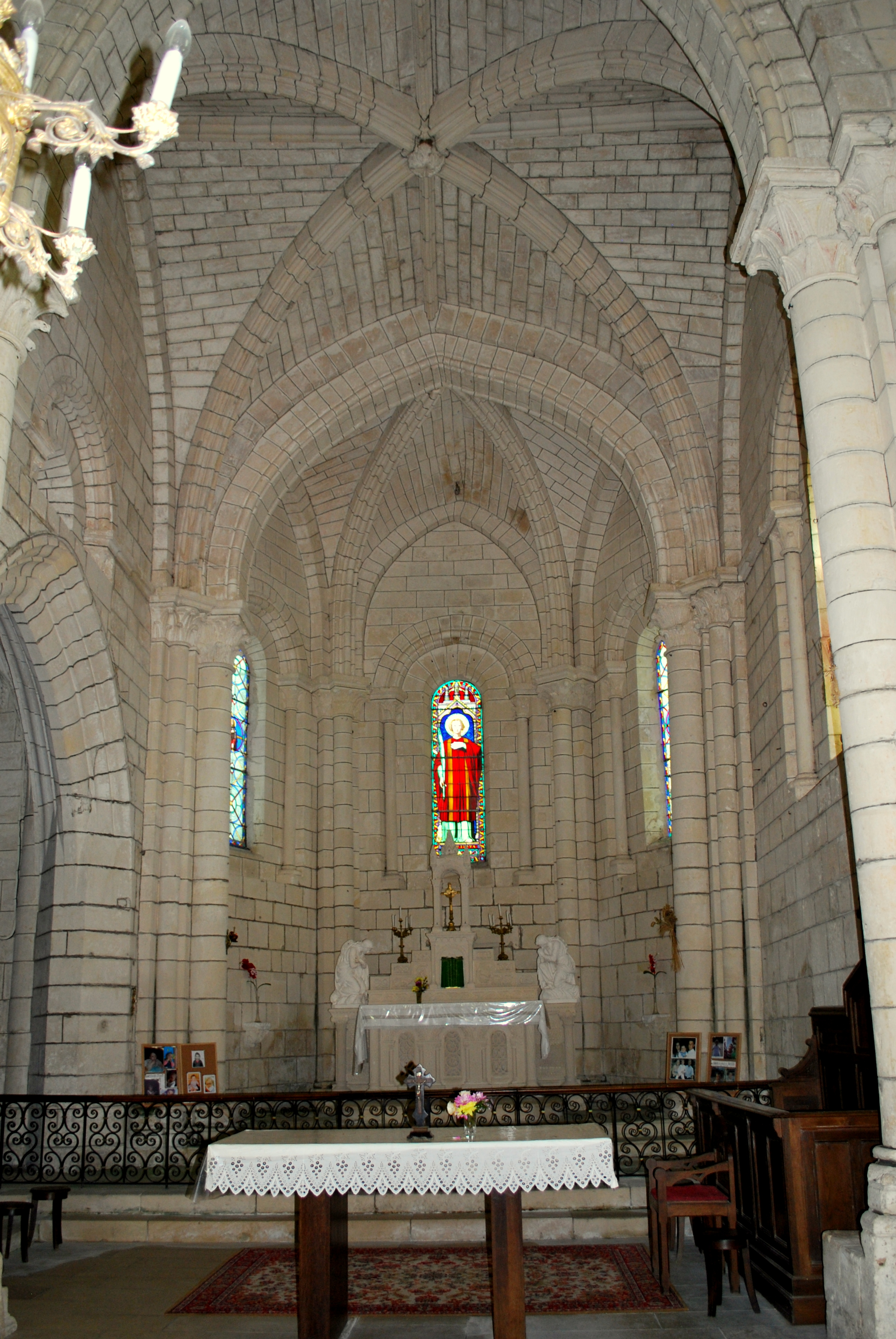
Le sanctuaire.
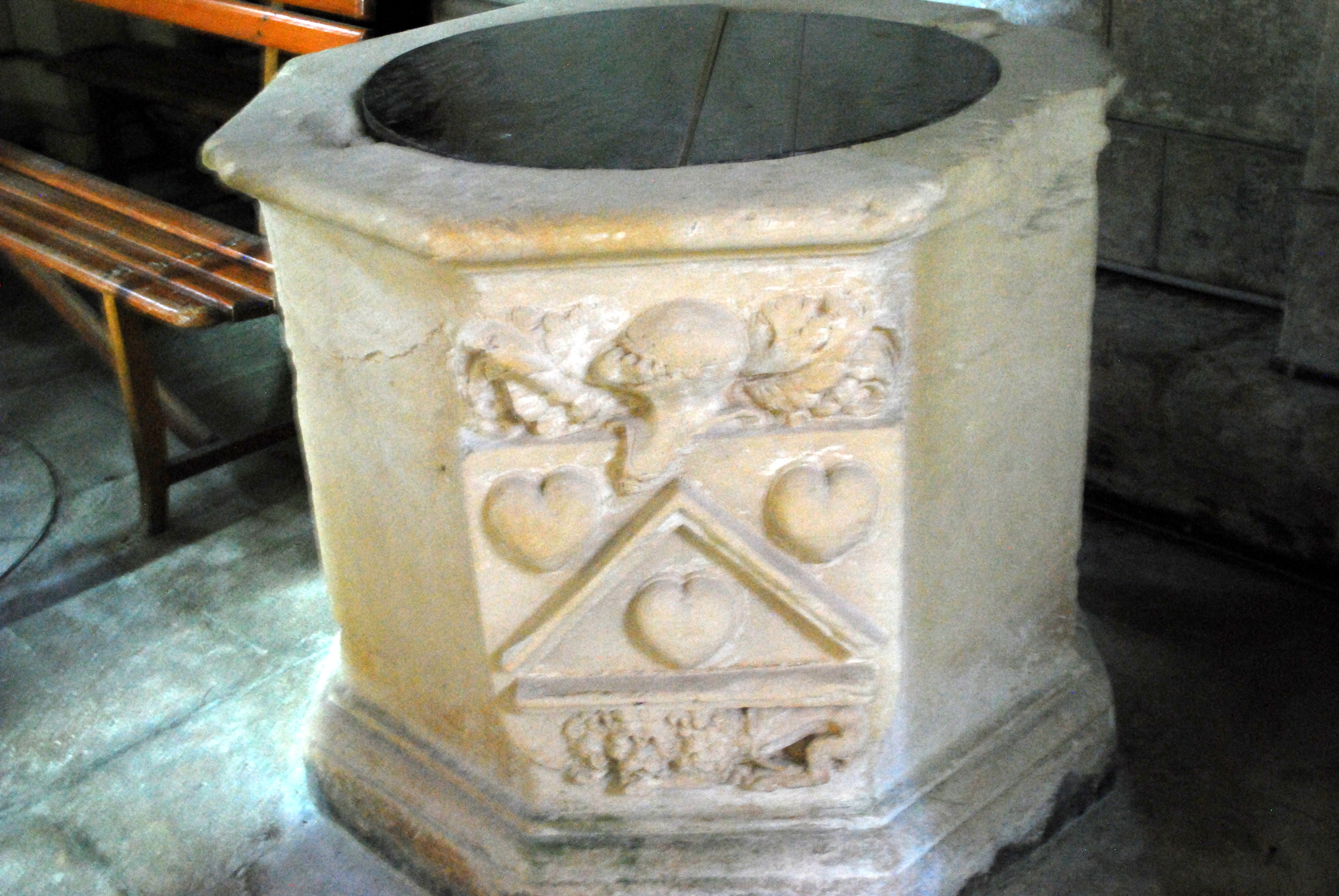
Bénitier.
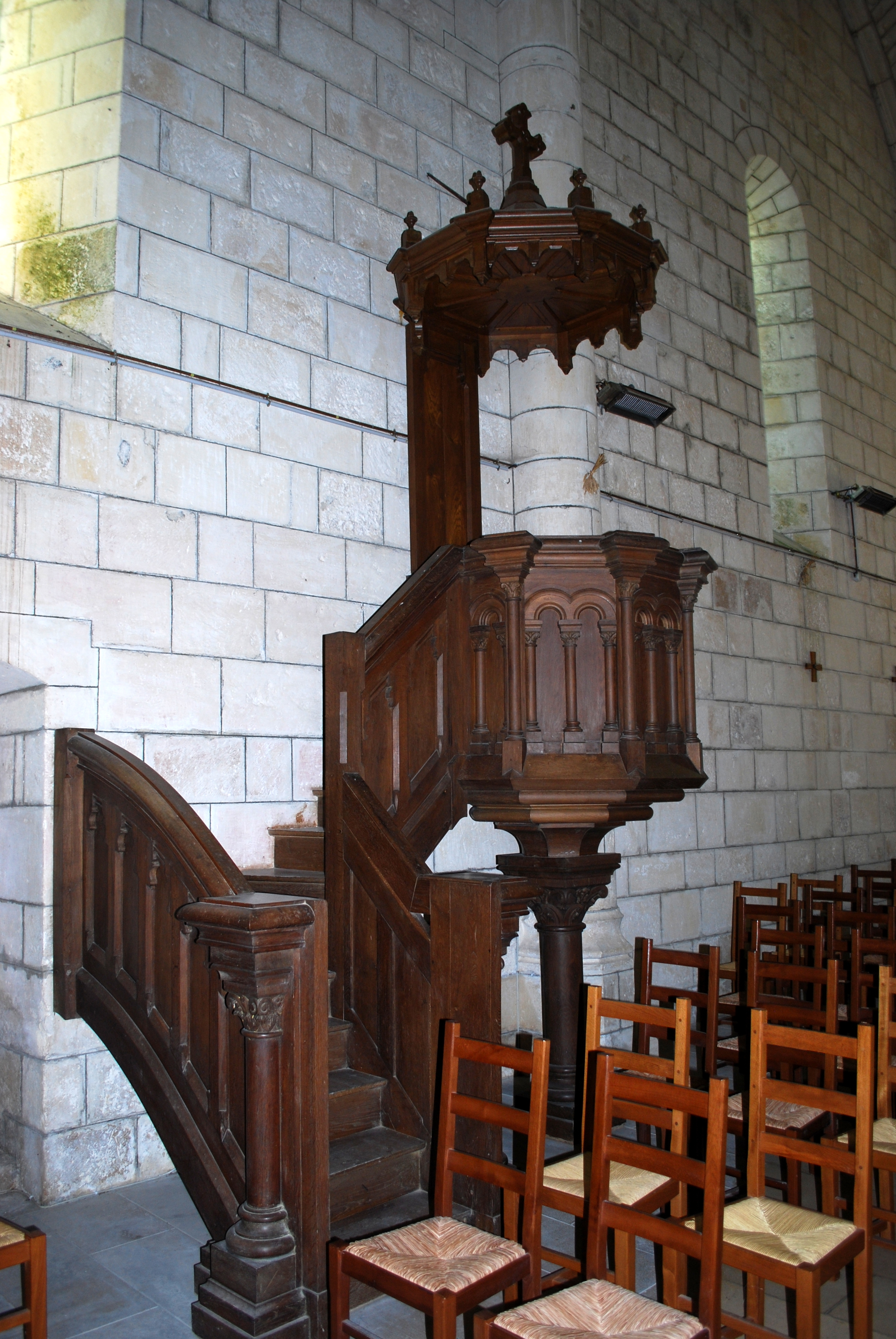
La chaire.
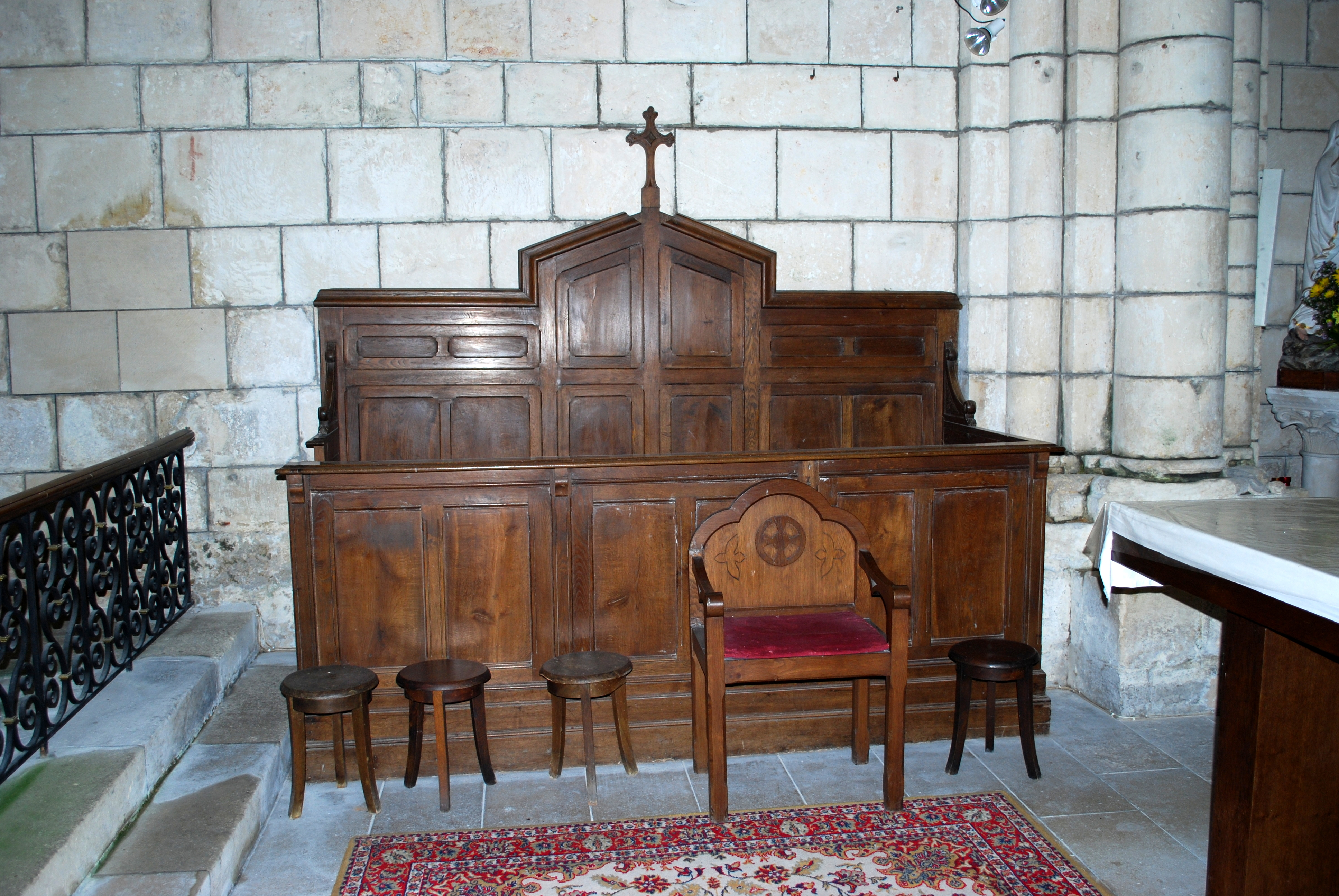
Les stalles.

- Les vitraux

## Protection
L'église Saint-Quentin est classée au titre des monuments historiques en 1906.